# Suzanne Freriks
Suzanne Freriks est une ancienne joueuse néerlandaise de volley-ball née le 16 septembre 1984 à Horst. Elle mesure 1,78 m et jouait au poste de passeuse. Elle a totalisé 50 sélections en équipe des Pays-Bas. Elle a terminé sa carrière en mai 2011.

## Clubs
| Club                    | De        | À         |
| ----------------------- | --------- | --------- |
| VV Hovoc                | 1999-2000 | 1999-2000 |
| VC Weert                | 2000-2001 | 2003-2004 |
| Martinus Amstelveen     | 2004-2005 | 2005-2006 |
| Longa '59 Lichtenvoorde | 2006-2007 | 2006-2007 |
| Club Voleibol Toledo    | 2007-2008 | 2007-2008 |
| VC Weert                | 2008-2009 | 2010-2011 |

## Palmarès

### Équipe nationale
- Grand Prix Mondial
  - Vainqueur : 2007.

### Clubs
- Championnat des Pays-Bas
  - Vainqueur : 2006, 2011.
  - Finaliste : 2005.
- Coupe des Pays-Bas
  - Vainqueur : 2006, 2011.
- Supercoupe des Pays-Bas
  - Vainqueur : 2011.
  - Finaliste : 2006.

### Distinctions individuelles
- Championnat d'Europe féminin de volley-ball des moins de 20 ans 2002: Meilleure passeuse.